# Champagnolles
Champagnolles település Franciaországban, Charente-Maritime megyében. Lakosainak száma 687 fő (2022. január 1.). Champagnolles Bois, Gémozac, Givrezac, Lorignac, Saint-Fort-sur-Gironde, Saint-Germain-du-Seudre, Saint-Palais-de-Phiolin, Saint-Quantin-de-Rançanne és Tanzac községekkel határos.

## Népesség
A település népességének változása:
| Lakosok száma | 552  | 465  | 449  | 515  | 611  | 620  | 648  | 678  | 683  | 687  |
|               | 1968 | 1982 | 1990 | 2006 | 2013 | 2015 | 2017 | 2019 | 2020 | 2022 |